# Hiperbola (teoria literatury)

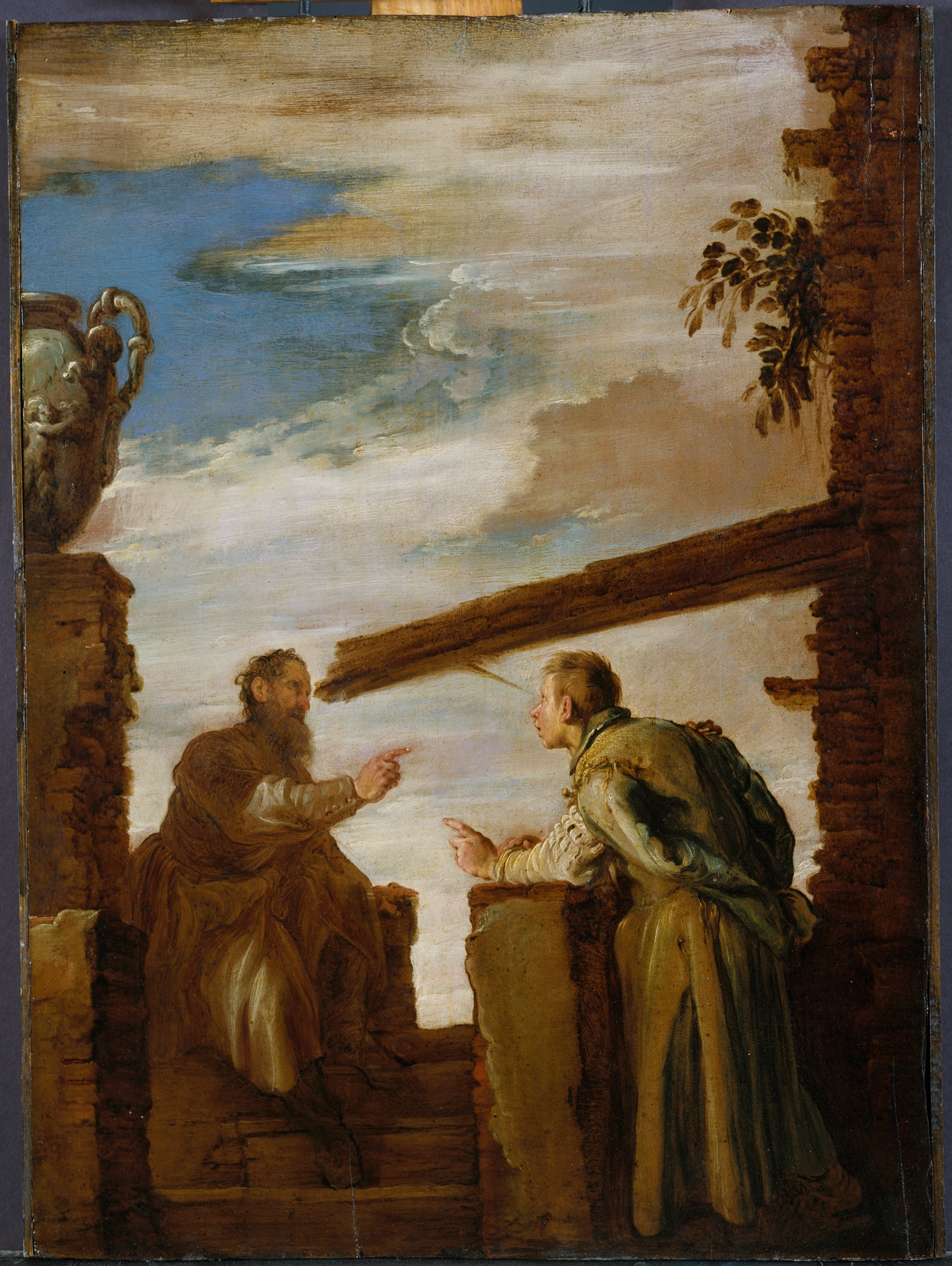
Przypowieść o drzazdze i belce – obraz olejny Domenica Fettiego z 1619. Ilustracja do biblijnej hiperboli.

Hiperbola (stgr. ὑπερβολή, łac. superlatio, veri superiectio), także przesadnia lub przesada – trop retoryczny używany w wypowiedziach, polegający na zastąpieniu cech – przypisanych do faktów, osób czy pojęć – innymi, dowolnymi cechami. Cechą w hiperboli jest zmienna, która może przybrać dowolną wartość; natomiast fakt, osobę lub pojęcie oddaje nazwa, której treść byłaby niewłaściwa, jeżeli zostałaby użyta w całym swoim zakresie znaczeniowym. Dlatego hiperbola wykracza poza granice prawdy lub prawdopodobieństwa.
Teorią hiperboli zajmuje się retoryka. Zastosowanie hiperbol analizowane jest między innymi w językoznawstwie, teorii literatury, politologii, reklamie, public relations, czy semiologii. Hiperbole są bowiem bardzo często używane w debacie publicznej, na przykład posługują się nimi slogany reklamowe i polityczne.
Hiperbola występuje w dwóch formach – powiększenia lub pomniejszenia. W hiperboli powiększeniu lub pomniejszeniu podlega jedna cecha faktu, osoby lub pojęcia. Powiększenie wzmacnia, natomiast pomniejszenie osłabia dany fakt, osobę lub pojęcie.
Hiperbola uważana jest za odmianę metafory (zwłaszcza katechrezy) lub alegorii. O ile jednak w metaforze cecha przypisana faktowi, osobie lub pojęciu zmienia tylko sens dosłowny, nie zmieniając sensu właściwego, to hiperbola zmienia także sens właściwy, przypisując cechy w sposób przesadny. Teoria retoryki zaleca używanie hiperboli w sposób ostrożny, gdyż przesada może prowadzić do utraty wiarygodności, na przykład gdy nadmiernie powiększa („uczciwy zbrodniarz”) lub nadmiernie pomniejsza („zbrodniczy prezydent naszego kraju”).
Najczęściej stosowaną formą hiperboli jest porównanie stopnia wyższego cechy jakiegoś faktu, osoby czy pojęcia z daną cechą – na przykład „coś jest bielsze niż śnieg”, „ktoś jest czarniejszy niż noc”, „że do tego doszło jest jaśniejsze niż słońce”. W zastosowaniu potocznym i debacie publicznej hiperbola często przybiera formę liczbowego zawyżenia („są nas miliony”), nadmiernego porównania („jest jak Hitler”), nieadekwatnego używania gramatycznego stopnia najwyższego („jesteś najpiękniejsza”), ulepszających rzeczywistość przymiotników („cudowna kraina”) lub przesadnego składnika związków frazeologicznych („mega-sklep”).
Hiperbola jest tropem retorycznym, który bardzo często wchodzi w skład różnych środków stylistycznych, wykorzystywanych podczas wypowiedzi. W amplifikacji stosuje się hiperbolę najczęściej podczas uwypuklenia różnych faktów, osób lub pojęć według intensywności znaczeniowej – aż do uzyskania stopnia najniższego lub najwyższego merytorycznie – wychodząc niekiedy poza granice wiarygodności, na przykład „genialny polityk”. W exemplum nierównie podobnym wykorzystuje się hiperbolę przy przesadnym porównaniu cechy jakiejś osoby do cechy innej osoby, na przykład urody dowolnej kobiety do urody Afrodyty, czy działań lokalnego polityka do czynów heroicznego bohatera. W emfazie za pomocą hiperboli poszerza się, w sposób nieprzenośny i celowy, zakres znaczeniowy faktu, osoby czy pojęcia – na przykład „bądź mężczyzną” w znaczeniu „bądź dzielna”.
Hiperbola często stosowana jest w poezji. Przykładem utworu zbudowanego z przesadni, są Stepy akermańskie Adama Mickiewicza, w którym hiperbole ułożone są stopniowo:
Wpłynąłem na suchego przestwór oceanu,
Wóz nurza się w zieloność i jak łódka brodzi,
Śród fali łąk szumiących, śród kwiatów powodzi,
Omijam koralowe ostrowy burzanu.